# Wilcoxius similis
Wilcoxius similis är en tvåvingeart som beskrevs av Scarbrough och Perez-gelabert 2005. Wilcoxius similis ingår i släktet Wilcoxius och familjen rovflugor.
Artens utbredningsområde är Guatemala. Inga underarter finns listade i Catalogue of Life.